# Henry Liddell
Pour les articles homonymes, voir Liddell.
Henry George Liddell (6 février 1811 – 18 janvier 1898), est un linguiste britannique, philologue helléniste. Avec Robert Scott, il a publié le monumental A Greek-English Lexicon (abrégé en « LSJ »), toujours consulté par les étudiants en grec ancien. Sa fille Alice Liddell est l’Alice dont s’est inspiré Lewis Carroll pour écrire Alice au pays des merveilles.

## Biographie
Liddell étudie à Charterhouse et au Christ Church (Oxford). Il obtient ses double-first degree en 1833, avant de devenir directeur et d'être ordonné en 1838. Dans sa carrière il sera vice-chancelier de l'université d'Oxford, directeur de la Westminster School (1846-1855) et doyen de Christ Church (1855-1891).
Son nom reste lié à l'histoire pour deux raisons : tout d'abord grâce à Lewis Carroll qui immortalisa sa fille dans Alice au pays des merveilles, mais aussi pour son Dictionnaire de Grec-Anglais qui reste « un monument que l'on visite encore » (cf. Jean Gattégno, Album Lewis Carroll, Gallimard-La Pléiade). En effet cet universitaire a réalisé avec Robert Scott un des ouvrages piliers des lettres classiques anglophones. Constamment réédité depuis sa publication en 1843, A Greek–English Lexicon sert encore aux étudiants britanniques de nos jours. Henry Liddell est donc bien le père d'une légende mais avant cela était reconnu par ses pairs pour être un des plus brillants hellénistes de son temps.

## Œuvre
- Histoire de Rome, 1857
- A Greek–English Lexicon, avec Robert Scott, 1843 ; nombr. rééd. (en ligne).